# 劉暄
刘暄（？—499年），字士穆，南朝宋、南朝齐彭城（今江苏徐州）人。齐明帝皇后劉惠端的弟弟。
刘暄初为南阳国常侍，齐明帝时为卫尉。萧宝卷即位，刘暄担任散骑常侍、右卫将军。始安王萧遥光计划废帝自立，刘暄认为萧遥光如果继位，自己就失去元舅之尊，不肯协同。萧遥光起兵，以讨伐刘暄为名。事乱平定，刘暄转任领军将军，封平都县侯。不久后刘暄被茹法珍等人谮害。萧宝卷起初还认为刘暄是自己的舅舅，不至于谋反，但直阁将军徐世檦却说：“明帝是武帝的堂兄弟，尚且杀武帝子孙，舅舅怎么可信？”于是刘暄还没有新官上任，就被萧宝卷所杀。